# Tòa nhà Plasco
Tòa nhà Plasco (tiếng Ba Tư: ساختمان پلاسکو, Sakhteman Plasko) là tòa nhà cao 17 tầng tại Tehran, thành phố thủ đô của Iran. Nó được xây dựng vào năm 1962 trong một thập kỷ tăng trưởng kinh tế nhanh chóng ở Iran bởi các doanh nhân nổi bật Iran Do Thái Habib Elghanian, đặt theo tên của công ty nhựa của mình.
Nó được sử dụng như là một tòa nhà dân cư và thương mại, với một trung tâm mua sắm lớn trên sàn của nó xuống đất, một nhà hàng trên tầng thượng của nó, và một số hội thảo quần áo.
Đây là tòa nhà cao nhất ở Iran khi nó được xây dựng, và được coi là một bước ngoặt mang tính biểu tượng của đường chân trời Tehran. Tòa nhà bị sụp đổ ngày 19 tháng 1 năm 2017 trong một đám cháy.
Ngày 19 tháng 1 năm 2017, một đám cháy bắt đầu ở tầng thứ chín vào khoảng 07:50 giờ địa phương (04:20 GMT). Vào thời điểm đó, các tòa nhà bị có nhiều người dân, công nhân tại các cửa hàng may mặc, và các nhóm tour du lịch khác nhau mà đã được hiển thị xung quanh tòa nhà. Mười lính cứu hỏa đến để chữa cháy. Các sở kết hợp đã cố gắng để ngăn chặn ngọn lửa trong nhiều giờ, trong khi đảm bảo rằng tòa nhà đã được sơ tán, khi bức tường phía bắc của tòa nhà bị sập mà không có cảnh báo, dẫn đến sự sụp đổ của phần còn lại của tòa nhà một vài phút sau đó. Sự sụp đổ đã được quay trực tiếp trên truyền hình nhà nước Press TV của Iran khi quay những nỗ lực chữa cháy.